# Richard Donner

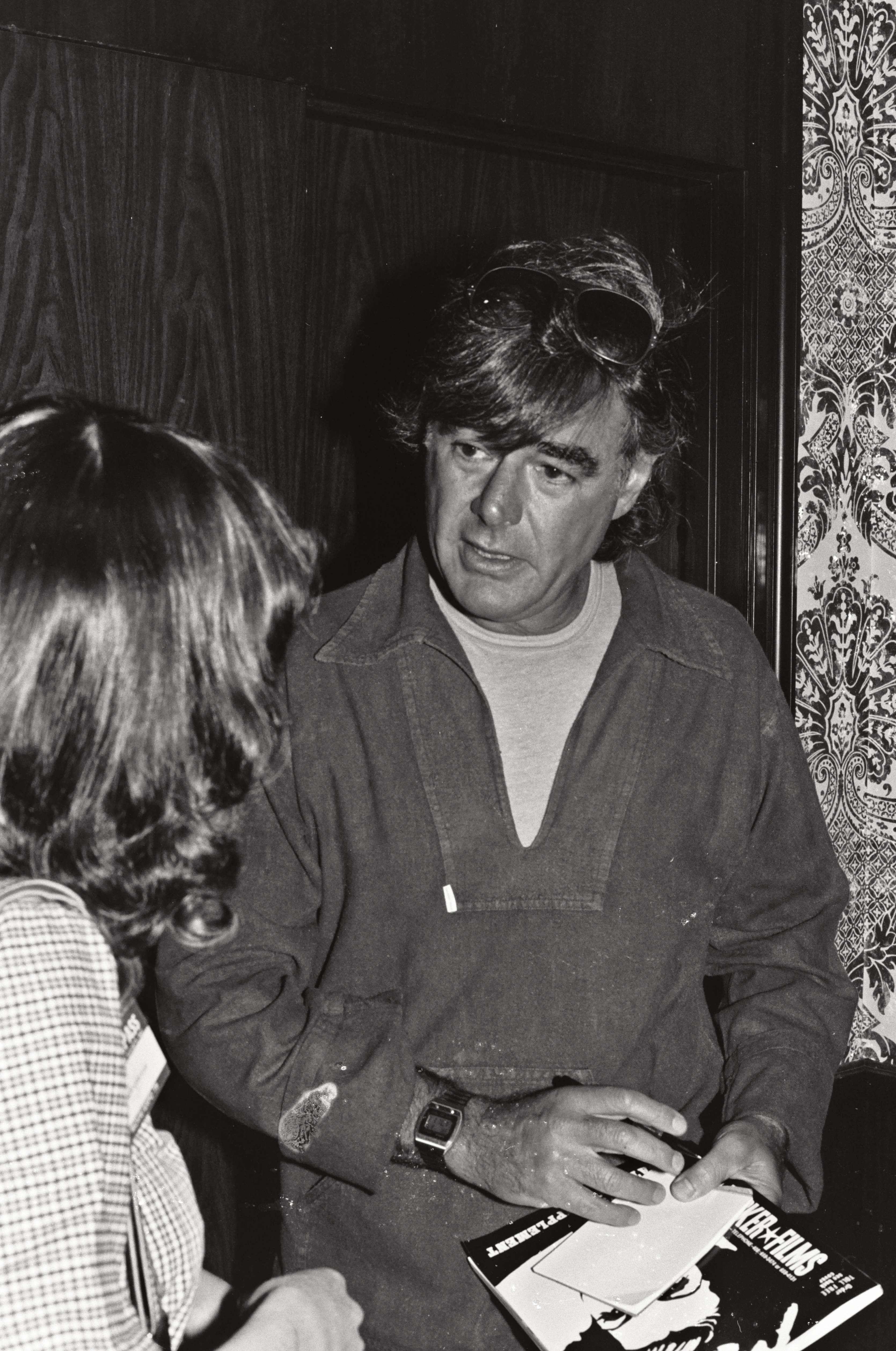
Richard Donner, en 1979.

Richard Donald Schwartzberg (Nueva York, 24 de abril de 1930-West Hollywood, 5 de julio de 2021), conocido como Richard Donner, fue un director y productor cinematográfico estadounidense conocido por películas como Superman: The Movie, Los Goonies, Ladyhawke, La profecía o la saga de Lethal Weapon.

## Biografía

### Carrera
Donner fue reconocido por realizar producciones de diversos géneros como la película de terror La profecía (The Omen), las cuatro entregas de la saga Lethal Weapon (Arma letal/Arma mortal), la película de culto juvenil del género de aventura Los Goonies, y por haber sido el encargado de la realización de la primera adaptación del superhéroe Superman a la gran pantalla, Superman: The Movie, protagonizada por Christopher Reeve y Marlon Brando, entre otros proyectos.
También fue el encargado de realizar la secuela Superman II, pero fue reemplazado por Richard Lester a mitad de la producción. Sin embargo, Donner sí acabó realizando su propia versión de Superman II titulada Superman II: The Richard Donner Cut, que se lanzó en 2006.
Junto con su esposa, Lauren Shuler Donner, fue propietario de la productora The Donner's Company. Después de la película de terror La profecía en 1976, Donner dirigió Superman: The Movie (1978), protagonizada por Christopher Reeve. La influencia de esta película ayudó a establecer el concepto de superhéroes como un género cinematográfico respetado.
En 2000, recibió el premio del Presidente de la Academia de Ciencia Ficción, Fantasía y Películas de Terror. También fue nominado al mejor director en 1978 por Superman. Fue además uno de los escritores del cómic El último hijo de Krypton, en el que llama Christopher al hijo del General Zod, en honor a Christopher Reeve.

### Fallecimiento
Donner falleció el 5 de julio de 2021 en West Hollywood. La causa de su muerte fue arteriosclerosis y fallo pulmonar.

## Filmografía
- X-15 (1961)
- Sal y pimienta (1968)
- Twinky (1970)
- La profecía (1976)
- Superman: The Movie (1978)
- Superman II (1980) (es Richard Lester quien aparece en los créditos)
- Inside Moves (1980)
- Su juguete preferido (1982)
- Los Goonies (1985)
- Ladyhawke (1985)
- Lethal Weapon (1987)
- Scrooged (1988)
- Lethal Weapon 2 (1989)
- La fuerza de la ilusión (1992)
- Lethal Weapon 3 (1992)
- On Deadly Ground (1994)
- Maverick (1994)
- Asesinos (1995)
- Conspiración (1997)
- Lethal Weapon 4 (1998)
- Wing Commander (1999)
- X-Men (2000) (como productor ejecutivo)
- Timeline (2003)
- 16 Blocks (2006)
- Superman II: The Richard Donner Cut (2006)
- X-Men Origins: Wolverine (2009) (como productor ejecutivo)
- X-Men: días del futuro pasado (2014) (como productor ejecutivo)